# 伊藤梨沙子
伊藤梨沙子（1996年2月20日—）是一位日本女演員、時裝模特兒。出身於東京都，隸屬CUBE. Inc.旗下。

## 經歷
伊藤梨沙子從2005年小學四年級起已是雜誌的讀者模特兒。其後2008年至2010年期間，在兒童節目《Oha Suta》（おはスタ）中擔任常規成員。

## 媒體演出

### 電視劇
- 幸福的時光（2012年11月5日－12月28日，東海電視台）：飾演 淺倉香織
- 確証～警視廳搜查3課 第10集（2013年6月17日，TBS）：飾演 佐佐木綾乃
- 真實逃脫遊戲密室美少女（2013年7月20日－9月28日，東京電視台）：飾演 鳳未来
- 惡作劇之吻～Love in TOKYO（2014年12月29日－2015年4月6日，富士電視台）：飾演 小倉智子
- 我家女兒交不到男朋友！！ 第3集（2021年1月27日，日本電視台）
- Colorful Love～無性別男孩熱戀中。～ 第3話、第7話（2021年4月15日、5月13日，讀賣電視台）

### 電影
- BLEACH（2018年7月20日，日本華納娛樂）：飾演 有澤龍貴

### PV
- miwa《Whistle～與你在一起的日子（日语：ホイッスル〜君と過ごした日々〜）》（2013年1月16日）[1]
- CODE-V《約束》（2013年8月7日）

## 外部連結
- 官方網站 （页面存档备份，存于）（日語）
- Twitter （页面存档备份，存于）（日語）
- Instagram （页面存档备份，存于）